# Pere Gassó Rosell
Pere Gassó i Rosell (Toses, 11 de maig de 1948) és un casteller català membre dels Bordegassos de Vilanova, colla de la que n'és cofundador, l'any 1972. És un membre actiu i ha ocupat diversos càrrecs de resposanbilitat a la colla, arribant a ser President durant el període 2003-2006. Com a casteller sempre ha ocupat la posició de baix i ha descarregat en aquesta posició tots els castells més importants realitzats per la Colla. El 28 de gener de 2017 va rebre el Premi Trajectòria Castellera que atorga la revista Castells en reconeixement de la seva trajectòria de més de 40 anys així com el paper que desenvolupa de manera activa en la seva colla.